# Lore Olympus
Lore Olympus è un webcomic di genere romantico creato dalla neozelandese Rachel Smythe.. Il fumetto racconta la storia della dea Persephone e del dio Hades in chiave moderna; la prima pubblicazione è avvenuta a marzo 2018  sulla piattaforma Webtoon con cadenza settimanale dove detiene il titolo di webtoon più popolare: infatti a novembre 2022 ha avuto 2,1 miliardi di visualizzazioni e 6,1 milioni di iscritti . 
Lore Olympus ha vinto un Harvey Award e un Eisner Award; è stato nominato ai Ringo Award.
Nel 2019 è stato annunciato che è in fase di sviluppo una serie televisiva ricavata dal fumetto.

## Trama
Lore Olympus è il racconto del mito di Hades e Persephone in chiave moderna. Nonostante il fumetto sia ambientato in epoca classica e i personaggi umani siano effettivamente collocati in quell'epoca, gli dèi sono presentati come tecnologicamente avanzati.
Il webtoon affronta diversi temi, tra cui anche argomenti più delicati come le molestie, gli abusi e lo stupro.
La storia inizia con Hades che si trova ad una festa organizzata da Zeus, dopo che la sua compagna Minthe non si è presentata. Persephone si trova nel regno degli dèi perché sua madre Demetra le ha concesso di lasciare il regno mortale per andare a studiare all'università dell'Olimpo. Hades nota Persephone alla festa e commenta con i suoi fratelli come la bellezza della ragazza superi di molto quella di Afrodite; quest'ultima presa dalla gelosia chiama il figlio Eros per aiutarla a far sì che Persephone si ubriachi per poi fare in modo che si trovi nel retro della macchina di Hades, facendole così fare brutta figura.
Dopo il loro primo incontro i protagonisti cominciano a provare interesse l'una per l'altro. Ma a causa di un grave avvenimento all'interno della storia, ovvero lo stupro di Persephone da parte di Apollo, il rapporto tra i due innamorati necessiterà di un lungo processo di guarigione e superamento del trauma, fino alla ritrovata serenità.

## Personaggi
- Persephone è la dea della primavera e la nuova Regina degli Inferi. Viene raffigurata come una giovane donna di colore rosa. Persephone ha all'incirca 19-20 anni; ha i capelli prensili, i quali rispondono alle sue emozioni, crescendo o facendo germogliare fiori. Viene rappresentata come un individuo gentile, premuroso e in qualche modo ingenuo. In uno scatto d'ira causato dai mortali che hanno sradicato inconsapevolmente le sue ancelle, le sacre ninfe dei fiori, ha involontariamente massacrato un villaggio mortale. Persephone era originariamente candidata a divenire membro delle Dee dell'Eterna verginità, un gruppo di dee che hanno prestato giuramento di castità per tutta l'eternità, ma non ha potuto entrarvi, a causa dello stupro di Apollo. Persephone è anche una stagista presso la Underworld Corp e gradualmente si rivela essere una dea della fertilità, una divinità rara che ha abilità uniche. All'inizio della serie inizia a sviluppare un'attrazione romantica nei confronti di Hades con cui poi comincia una relazione.
- Hades è il re degli inferi, dio dei morti e della ricchezza. È il fratello maggiore di Zeus e Poseidone; viene raffigurato come un uomo d'affari di colore blu, alto e muscoloso, con molte cicatrici sul corpo e capelli bianchi. Hades è l'amministratore delegato di Underworld Corp, una grande società che gestisce le anime dei morti[2][13].  A differenza della mitologia tradizionale, Hades non è imparentato con Persephone, poiché l'autrice non voleva il formarsi di una relazione incestuosa[14].  All'interno della storia viene rivelata l'esistenza di una relazione romantica tra lui ed Era, prima che Zeus li separasse facendo diventare Hades Re degli Inferi ed Era sua moglie e Regina degli dèi. Hades è un membro della dinastia dei Sei Traditori. All'inizio della serie inizia a sviluppare un'attrazione romantica nei confronti di Persephone, prima di cominciare una relazione con lei. Incontra Persephone per la prima volta ad una festa sull’Olimpo, in cui Hades era ubriaco e invece lei era travestita da farfalla. Ha dimenticato questo incontro quando Demetra lo ha fatto ubriacare per fargli scordare di averla mai incontrata.
- Era è la dèa del matrimonio e della famiglia, regina degli dèi e moglie di Zeus; viene raffigurata come una donna dorata con lunghi capelli e una cicatrice sul ventre. Viene costantemente vista bere o fumare ed è infelice nel suo matrimonio con Zeus. Lei e Hades originariamente avevano una relazione sentimentale e uno stretto rapporto l'uno con l'altra, prima che Zeus mandasse Hades negli Inferi per essere il re e proponesse a Era di essere sua moglie e regina degli dei. Era in Lore Olympus è una femminista.
- Zeus è il re degli dèi e il fratello minore di Hades e Poseidone; viene raffigurato come un uomo d'affari di colore viola e con lunghi capelli lisci. Zeus è un adultero, testardo, narcisista, egoista e prepotente e viene mostrato come un uomo capace di reagire in modo eccessivo quando le cose non vanno come da lui previste; per esempio, ha bruciato i raccolti di Demetra dopo che lei si è rifiutata di continuare a tenere nascoste le amanti di Zeus alla moglie Era.
- Apollo è il dio del sole, della musica e della profezia; viene raffigurato come un playboy viola scuro che mostra interesse nei confronti di Persephone. Si dimostra molto arrogante e prepotente. Apollo violenta Persephone e inizia a credere di avere una relazione con quest'ultima.
- Demetra è la dèa del raccolto e dell'agricoltura nel Regno dei Mortali; viene raffigurata come una donna alta di colore verde con lunghi capelli viola e diverse cicatrici sulla schiena. Ha dimostrato di essere una madre prepotente e iperprotettiva nei confronti della figlia Persephone.
- Afrodite è dèa dell'amore e della bellezza e madre di Eros; è raffigurata come una donna di color viola chiaro. Ad un certo punto, verrà incolpata da Zeus dei tradimenti commessi da quest'ultimo, con il risultato che Era proibirà sia ad Afrodite che ad Eros di usare i loro poteri su uno qualsiasi degli altri dèi. Originariamente Ares e Afrodite erano in una relazione aperta.
- Kronos è il titano del tempo; viene raffigurato come un gigante con la pelle blu scuro, rappresentazione del cielo notturno. Inghiottì i suoi figli e li tenne imprigionati per tredici anni. Hades e Poseidone furono infine salvati da Zeus e lui venne imprigionato nel Tartaro. Riuscii quasi a fuggire dal Tartaro quando è stato in grado di mettere tutti i traditori sfregiati in un lungo sonno. I suoi piani vennero vanificati quando Persephone mangiò il melograno e divenne regina degli Inferi.
- Cerberus è uno dei cani di Hades. È un levriero gigante color nero con la capacità di mutare da un cane normale alla creatura mitologica. Prova affetto per Persephone ed è in grado di parlare con Hades.

## Creazione e sviluppo

### L'origine del mito
Nel mito originale Persephone venne rapita da Hades mentre stava raccogliendo dei gigli; nessuno vide nulla: solo Ecate udì le urla della povera fanciulla, e la madre Demetra iniziò a cercare la figlia. Il decimo giorno di ricerca si recò da Elios, il Sole, che vede e sorveglia ogni azione sia degli uomini che degli dèi, scoprendo che Persephone era stata rapita da Hades con l’aiuto di Zeus. Furiosa Demetra smise di far crescere i suoi frutti nei campi, causando un periodo di carestia, per questo venne inviato Ermes per convincere Hades a restituire la sua sposa, diventata tale dopo aver mangiato il melograno. Infine si giunse ad un accordo: Persephone sarebbe tornata sulla terra all’inizio della primavera, ma sarebbe ritornata da Hades alla fine dell’autunno.

### Ispirazione
Sul sito ufficiale di Lore Olympus, Smythe indica le fonti da cui ha tratto ispirazione per il suo fumetto 
- Heroes, Gods and Monsters of the Greek Myths di Bernard Evslin
- Classical Mythology: The Greeks: The Modern Scholar di Peter Meineck
- Classical Mythology di Elizabeth Vandiver
- Le metamorfosi di Ovidio
- The Greek Myths di Robert Graves
- Le opere e i giorni di Esiodo
- Iliade di Omero
- Odissea di Omero
- I miti omerici

## Pubblicazione
Il webcomic si aggiorna settimanalmente su Webtoon, e i lettori con il "Webtoon Fast Pass" possono accedere alle pagine in anticipo. Ad agosto 2022, sono stati pubblicati oltre 200 episodi e Smythe ha affermato di avere già in mente un finale per la serie.
Il 2 novembre 2021 sia la versione con copertina rigida che quella tascabile commerciale composta dai capitoli 1-25 del webcomic sono state pubblicate da Del Rey Books. Il volume 2, che contiene i capitoli 26-49, è stato rilasciato il 5 luglio 2022. Il volume 3, che contiene i capitoli 50-75, è stato rilasciato l'11 ottobre 2022. Il volume 4, che contiene i capitoli 76-102, è uscito nel giugno del 2023.